# George Cavendish, 1:e earl av Burlington
George Cavendish, 1:e earl av Burlington, 1:e baron Cavendish av Keighley, född den 21 mars 1754, död den 4 maj 1834 på Burlington House, London, var ledamot av underhuset för whigs 1775–1796 och 1797–1831. 
Han var son till William Cavendish, 4:e hertig av Devonshire (1720–1764) och dotterson till Richard Boyle, 3:e earl av Burlington (första förläningen). Gift 1782 med Lady Elizabeth Compton (1760–1835), dotter till Charles Compton, 7:e earl av Northampton.

## Barn
- William Cavendish (1783–1812); gift 1807 med Louisa O'Callaghan (d. 1863)
- George Henry Compton (1784–1809)
- Anne Cavendish (1787–1871); gift 1825 med Lord Charles Fitzroy, överstelöjtnant (1791–1865)
- Caroline Cavendish (d. 1867)
- Henry Frederick Compton (1789–1873); gift 1:o 1811 med Sarah Fawkener (d. 1817); gift 2:o 1819 med Frances Susan Lambton (d. 1840); gift 3:e gången 1873 med Susanna Emma Byerlie (d. 1910)
- Charles Compton, 1858 baron Chesham av Chesham (1793–1863); gift 1814 med Lady Catherine Susan Gordon (1792–1866)